# 문화 기독교인
문화 기독교인은 기독교의 철저한 신자는 아니지만 자신의 정체성과 배경을 기독교 문화에 두는 사람들이다. 이런 정체성은 가족 배경이나 자신들이 성장한 개인적 경험, 사회적 문화적 환경과 같은 다양한 요소들에서 기인한다.
이와 대조적인 용어로 "성경적 기독교인"이란 헌신된 기독교인이나 적극적인 기독교 신자를 가리킨다.

## 같이 보기
- 기독교 무신론
- 기독교 문화
- 기독교 이신주의
- 기독교 정체성
- 냉담자
- 이름뿐인 신자
- 도덕주의적 심리치료적 이신론